# Haro 11
Haro 11 (również PGC 2204 lub ESO 350-38) – galaktyka nieregularna, znajdująca się w gwiazdozbiorze Rzeźbiarza w odległości 300 milionów lat świetlnych. Została odkryta w 1956 roku przez meksykańskiego astronoma Guillermo Haro.
Galaktyka Haro 11 jest galaktyką gwiazdotwórczą. Obserwacje tej galaktyki prowadzą do wniosku, że powstała ona w wyniku zderzenia dwóch galaktyk, z których starsza była bogata w gwiazdy, a młodsza była bogata w gaz. Haro 11 formuje gwiazdy w wyjątkowo dużym tempie około 20 mas Słońca konwersji gazu w gwiazdy rocznie. Haro 11 jest jedną z najbliższych galaktyk tego typu.